# Nubkhesbed
Nubkhesbed („Gold (Hieroglyphen) und Lapis lazuli“) war eine altägyptische Königin der 20. Dynastie. Sie war die Hemet-nisut (Königsgemahlin) von Pharao Ramses VI. und Mutter von Pharao Ramses VII., Prinzessin Iset (Gottesgemahlin des Amun) und der Prinzen Amenherkhepshef and Panebenkemyt.
Sie ist in dem Grab ihres Sohnes Amenherkhepshef KV13 erwähnt und auf einer Stele ihrer Tochter Iset in Koptos.